# 10미터 공기소총
10미터 공기소총은 입사 자세에서 4.5 밀리미터 구경의 공기소총으로 10 미터 거리의 표적에 사격하는 종목으로, 국제사격연맹(ISSF)이 주관하며, 올림픽 정식 종목이기도 하다.
10미터 공기소총 종목의 기록은 최근 수십 년간 급속히 향상되어, 오늘날에는 최고 수준의 사수들의 경우 본선 경기에서 신기록을 쏘는 모습도 종종 볼 수 있게 되었다. 아직까지는 만점 (654점)을 쏜 선수는 없다.
기본적으로 올림픽과 세계선수권대회 등의 국제 경기에서는 입사 자세(서서쏴)로만 사격하지만, 장애인은 물론 일반인의 경우에도 슬사(앉아쏴)나 복사(엎드려쏴)자세로 사격하는 경기가 지역적으로 열리기도 한다. 일반인의 경우엔 슬사(앉아쏴), 복사(엎드려쏴)는 50m 화약 소총인 경우에만 한다. 그러한 경기는 특히 미국에서 널리 열리고 있다고 한다.
공기총을 사용한다는 특성으로 인해, 사격장의 설비도 상대적으로 간소한 것으로 충분하고, 총기 규제가 엄격한 국가에서도 쉽게 접근할 수 있어 널리 행해지고 있는 종목이다. 그러면서도 동시에 국제식 소총 사격의 모든 측면들을 고루 갖추고 있어 소총 사격의 기본이 되는 종목이며, 실제로 많은 선수들이 이 종목을 통해 사격에 입문하고 있다.

## 경기 진행
이 종목은 올림픽 정식 종목으로서 본선 경기와 결선 경기의 두 부분으로 나뉘어 경기가 치러진다.

### 본선
총과 장비 준비시간을 포함한 자세연습 시간 10분, 시사 15분을 준 후 본선경기가 시작된다. 본선 경기에서 남여 모두 1시간 15분 동안 60발을 사격한다, 본선에서의 각 사격의 최고점수는 10.9점으로, 60발을 사격하는 남여 경기의 본선 만점은 654.0점이다.

### 결선
본선 경기의 상위 득점자 8인이 5발씩 2번쏘고 단발사격으로 14발을 사격하게 되는데 이것이 결선 경기이다. 결선 경기에서는 정해진 시간 안에 모두 쏘는 것이 아니라, 다섯발을 사격하는 데 250초의 시간이 주어지고, 이것을 2번 반복한다. 단발을 쏠때는 50초의 시간이 주어지고 이것을 14번 반복한다. 단발사격에서 8위, 7위, 6위 순서대로 점수가 낮은 선수는 한명씩 퇴장한다.
결선 경기에서는 각 사격의 결과가 소수점 단위까지 채점되며, 최고 점수는 10.9점이다(109점 만점). 결선 경기의 득점으로 우승자를 가리게 된다. 현재 결선 세계 신기록은 남자 여자 모두254.5점이다.

## 장비

### 총기
압축 공기나 가스의 압력을 이용해 탄환을 발사하는 소총이면, 국제사격연맹의 치수 규정을 만족하는 한 어떤 형식의 것이든 사용 가능하다. 약실에는 한 번에 한 발의 탄환만 장전할 수 있어야 한다.

### 실탄
지름 4.5mm로서, 납이나 기타 무른 재질로 만들어진 것이면 형태에 관계없이 사용 가능하다. 옆으로부터의 바람의 영향을 적게 받고, 구멍이 정확히 뚫리게 하기 위해 대체로 앞부분이 뭉툭한 형태의 것이 널리 사용되고 있다.

### 표적지

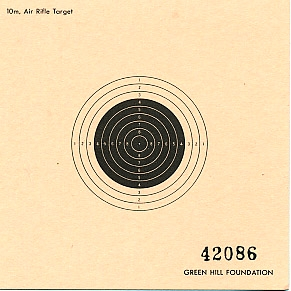
10미터 공기소총 경기에 사용되는 표적지

1점원(가장 바깥쪽 원)의 지름이 45.5밀리미터, 10점원(가장 안쪽의 원)의 지름이 0.5밀리미터이며 인쇄시의 오차를 감안하여 0.01밀리미터의 오차가 허용된다. 탄착에 의해 구멍이 찢어지지 않고 동그란 모양의 구멍이 정확히 만들어지도록 하기 위해 약간 두꺼운 재질의 종이로 만들어진 표적지를 사용한다. 오늘날에 와서는 전자 센서로 탄착점을 감지하는 전자표적이 국제 경기에서 널리 사용되고 있다.

### 복장

소총 사격용 장갑

사수의 몸을 흔들리지 않게 하기 위해 가죽과 캔버스재질로 만들어진 두꺼운 재킷과 바지, 부츠를 착용한다. 또한 총을 받치는 손(오른손잡이의 경우 왼손)을 총의 무게와 미끌림 방지를 위해 사격 장갑을 사용한다. 사격 장갑 종류는 주먹으로 총을 받칠때 쓰는 주먹장갑과 손바닥으로 받치는 손바닥 장갑이 있다. 장갑을 사용하지 않는 선수도 다수 있다.0